# انتخابات الرئاسة الأمريكية 1892
الانتخابات الرئاسية الأمريكية 1892 هي الانتخابات الرئاسية الأمريكية التي جرت في 8 نوفمبر 1892، لانتخاب رئيس الولايات المتحدة، فاز بالانتخابات جروفر كليفلاند، حصل على 5556918 صوت.

## معرض صور

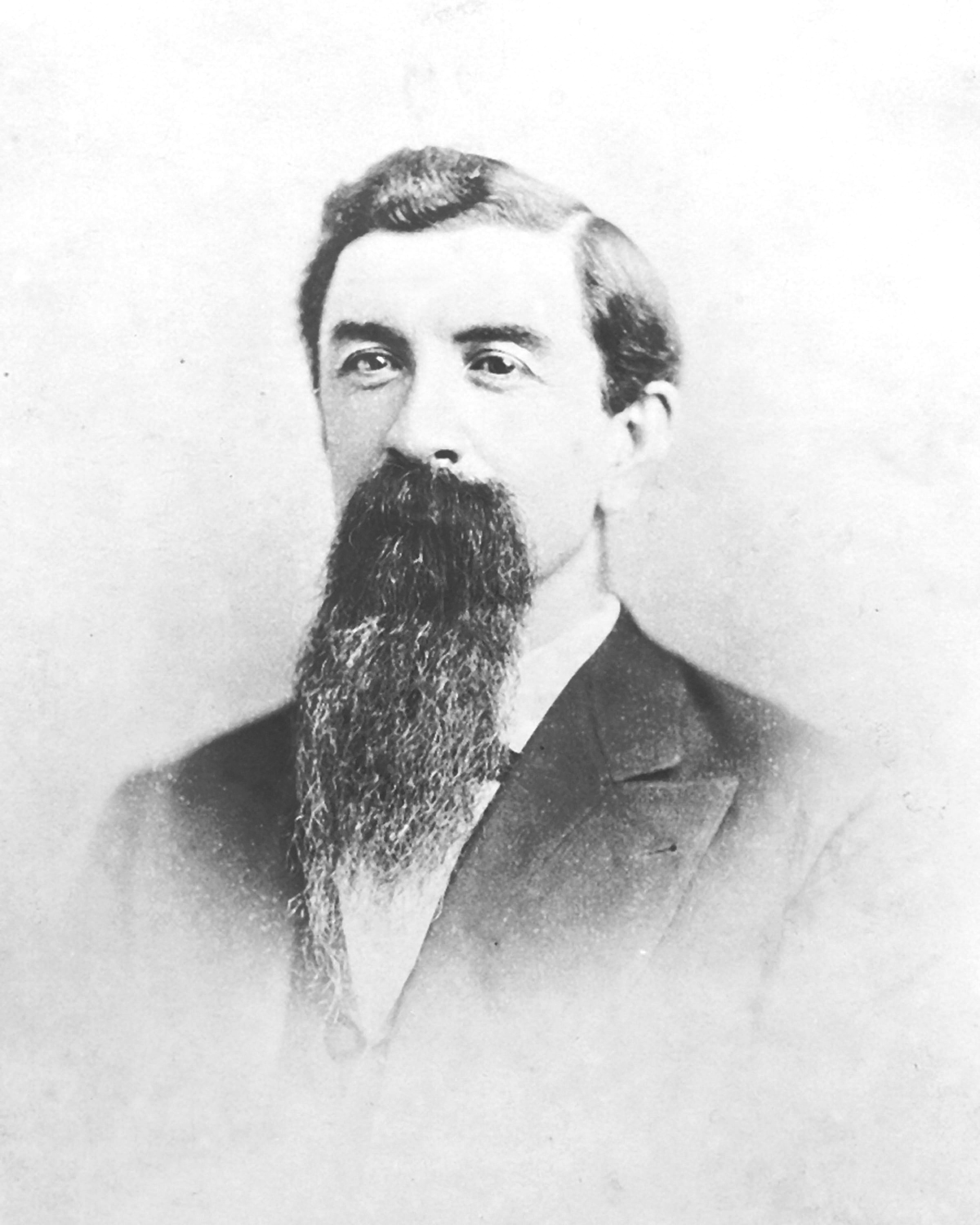
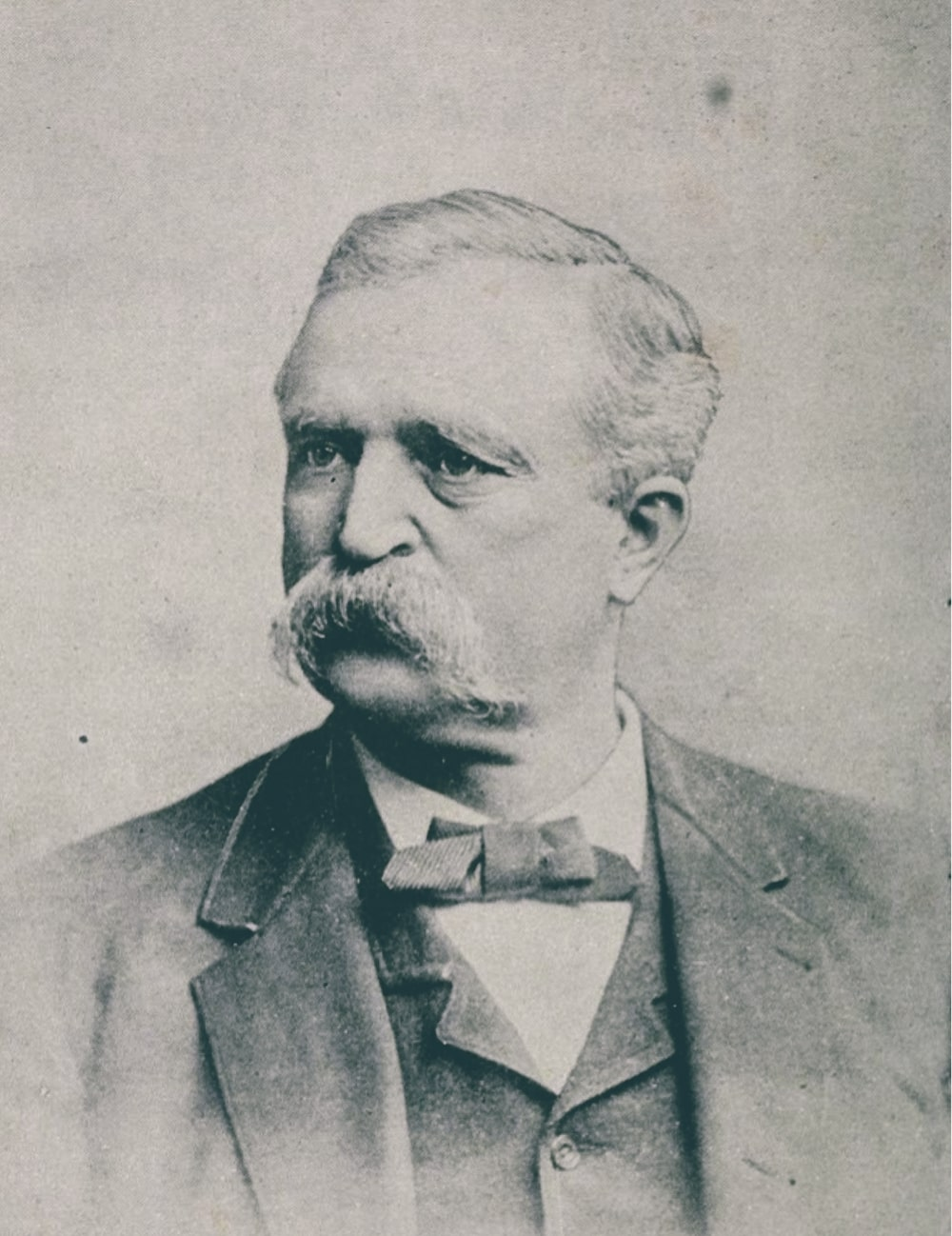
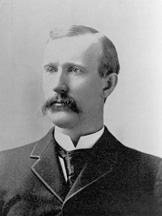
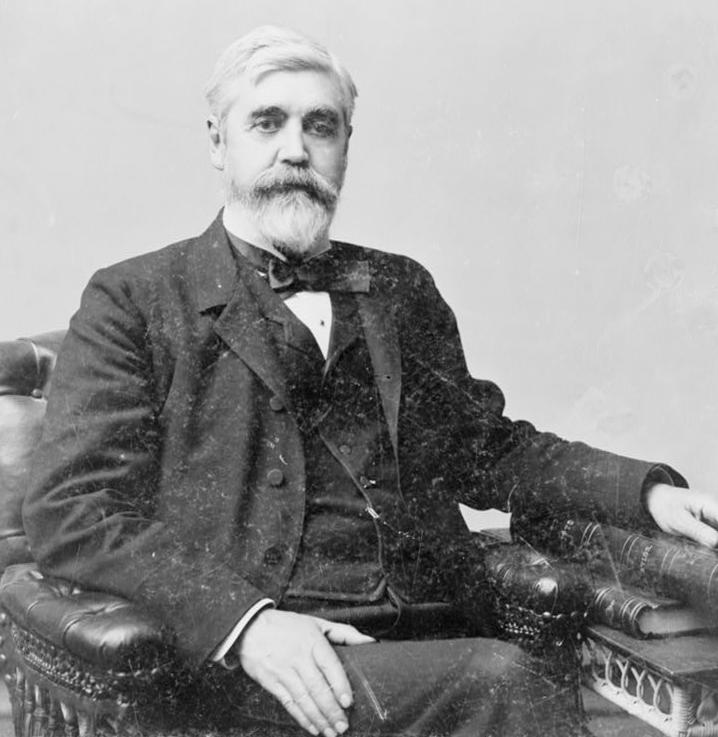

## المرشحين
| المرشح          | الحزب | عدد الأصوات |
| --------------- | ----- | ----------- |
| جروفر كليفلاند  |       | 5,556,918   |
| بنجامين هاريسون |       |             |
| جيمس ويفر       |       |             |